# روزا لين
روزا لين (مواليد 20 مايو 2000) هي مغنية أرمينية، مثلت أرمينيا خلال مسابقة الأغنية الأوروبية لعام 2022 وحصلت على المركز ال20.